# جوزيف ألبرت سوليفان
جوزيف ألبرت سوليفان (بالإنجليزية: Joseph Albert Sullivan)‏ هو لاعب هوكي الجليد وطبيب وسياسي كندي، ولد في 8 يناير 1901 في كندا، وتوفي في 30 سبتمبر 1988 في نفس البلد. حزبياً، نشط في الحزب الكندي التقدمي المحافظ. وقد انتخب عضو مجلس الشيوخ الكندي.

## وصلات خارجية
- جوزيف ألبرت سوليفان على موقع EliteProspects.com (الإنجليزية)
- جوزيف ألبرت سوليفان على موقع أوليمبيديا (الإنجليزية)